# Strada Statale 16 Adriatica
Die SS 16 Adriatica ist eine der wichtigsten und längsten Staatsstraßen von Italien. Sie führt von Padua in Venetien bis nach Otranto in Apulien. Sie ist 1000,670 km lang und folgt in ihrem Verlauf der italienischen Adriaküste. Die SS 16 wurde 1928 fertiggestellt und verläuft ab Rimini parallel zur A14. Betreiber der Straße ist die ANAS. Seit die beiden Autobahnen A13 und A14 Mitte der 1980er Jahre fertiggestellt wurden, hat die SS 16 nur mehr zweitrangige Bedeutung und erfüllt eher touristische Zwecke.
Bei Ravenna sowie zwischen Bari und Brindisi ist die SS16 Teil der Europastraße E55.

## Streckenverlauf

Regionsgrenze zwischen Marken und Abruzzen an der SS 16

Die Strecke beginnt in Padua und führt dann an den Euganischen Hügeln vorbei nach Monselice. Nächster Ort ist die Provinzhauptstadt Rovigo. Danach überquert die Straße den Po und damit auch die Grenze zwischen Venetien und der Emilia-Romagna. Die nächste Stadt ist Ferrara. Anschließend ändert die SS 16 ihre Richtung nach Südosten und führt durch die unbebaute Poebene.
Nächste Stadt ist Ravenna, wo sie den Autobahnzubringer Ravenna kreuzt. Bei Ravenna ist die SS 16 für ein kurzes Stück eine Schnellstraße, ebenso bei Cesenatico, wo sie das erste Mal am Meer verläuft und an den Touristenorten der Adria vorbeiführt. Vor Cesenatico liegt noch Cervia. Kurz danach erreicht die SS 16 die A14 und damit auch Rimini. Die Straße führt ab Rimini direkt am Meer entlang und  an folgenden Orten vorbei: Riccione, Cattolica und Pesaro, dem ersten Ort in den Marken und wo die Landschaft schon bergiger wird.
Nächste Orte sind Senigallia und Ancona. Nach Ancona folgen die Orte Porto Recanati und Civitanova Marche und weiter dann Porto San Giorgio, Grottammare und San Benedetto del Tronto.
Nach der Regionsgrenze zwischen Marken und Abruzzen sind die ersten Orte Martinsicuro, Alba Adriatica, Giulianova und Roseto degli Abruzzi. Dann kommt Pescara, die Regionshauptstadt der Abruzzen. Die nächsten Zentren sind Ortona und Vasto, wobei die SS 16 immer direkt am Meer entlang verläuft.
Nach Vasto ist die Regionsgrenze zwischen Molise und Abruzzen. Einzige Orte in Molise sind Termoli und Campomarino. Danach folgt schon die Grenze zu Apulien. Nach der Regionsgrenze ändert die SS 16 den Kurs und verläuft erst landeinwärts bei San Severo und dann nach Foggia.

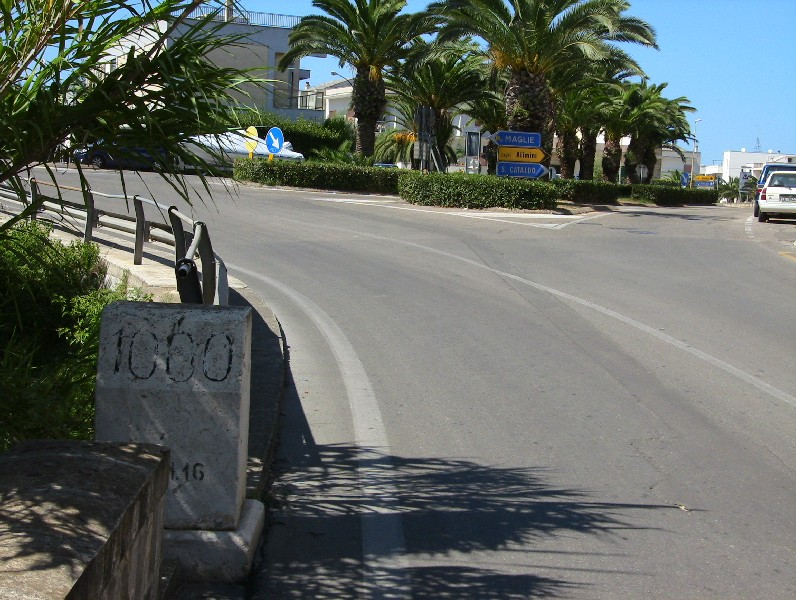
1000-Kilometer-Stein bei Otranto

Bei Cerignola wird die SS 16 bis Barletta, wo sie wieder auf die Küste trifft, wieder zu einer Schnellstraße. Weitere Orte sind Molfetta und Trani, nach denen Bari erreicht wird.
Nach Bari folgen die Orte Polignano und Mola di Bari. Die SS 16 verläuft dabei direkt am Meer und ist immer noch eine Schnellstraße. Zwischen Monopoli und Brindisi verläuft sie durch unbebautes Land und ist ab Fasano wieder eine normale Straße. Nach Brindisi läuft sie Richtung Süden nach Lecce. Nach Lecce wird sie erneut zur Schnellstraße und führt bis nach Maglie über verschiedene kleine Orte.
Bei Maglie macht sie einen Knick nach Osten und erreicht dann bei Otranto wieder das Meer. Nach ziemlich genau 1000 km erreicht sie ihren Endpunkt.